# Blóðdropinn

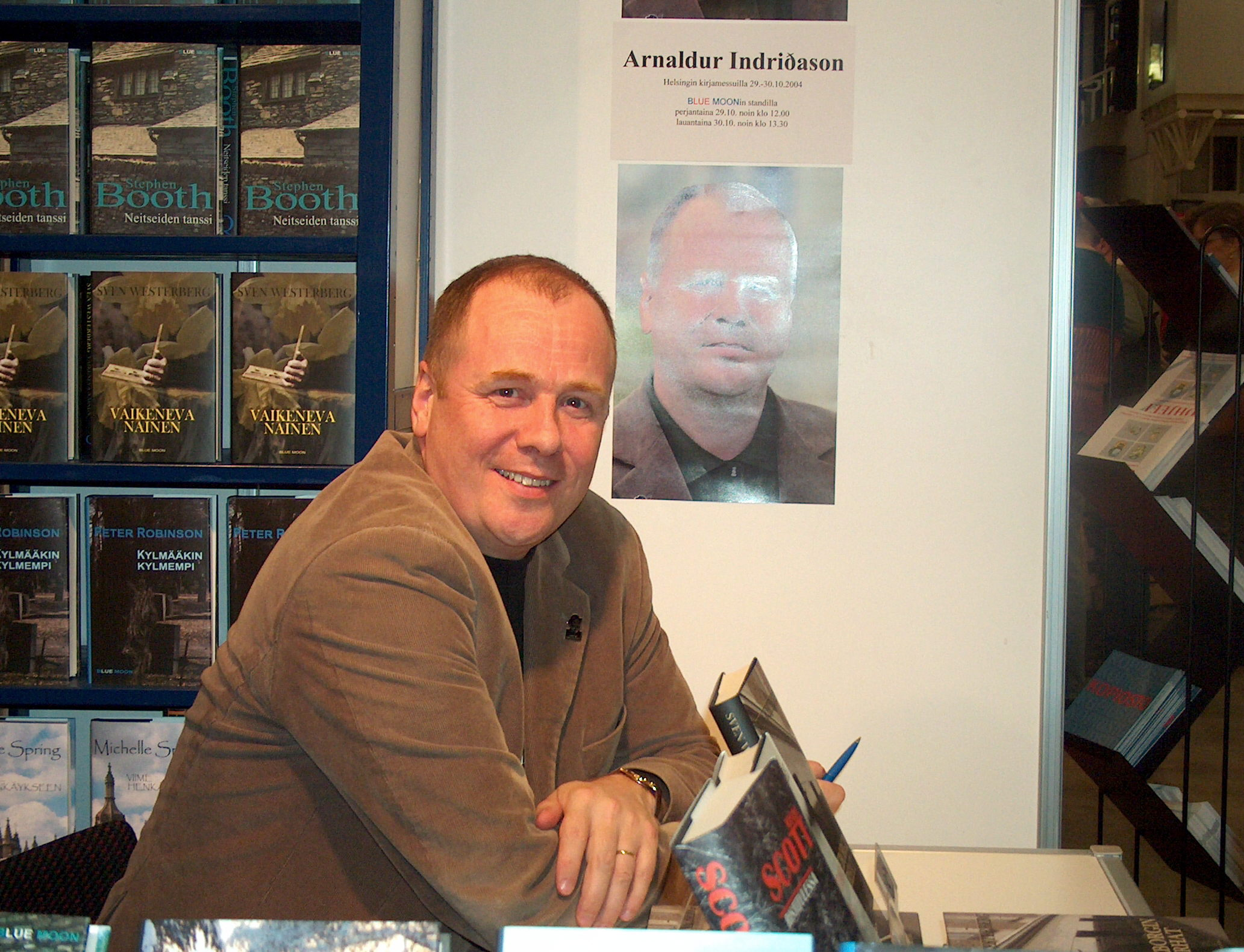
Arnaldur Indriðason, 2008
Preisträger des Blóðdropinn

Blóðdropinn (deutsch Bluttropfen) ist der nationale isländische Literaturpreis für Kriminalliteratur. Er wird nur in einer Kategorie (Bester Roman) vergeben und wurde erstmals am 23. September 2007 von der isländischen Vereinigung der Kriminalschriftsteller/-innen (Hið íslenska glæpafélag, The Icelandic Crime Syndicate) verliehen. Der mit dem Blóðdropinn ausgezeichnete Roman wird damit gleichzeitig für den Skandinavischen Krimipreis (Literaturpreis für den besten Kriminalroman der skandinavischen Länder) nominiert.

## Preisträger

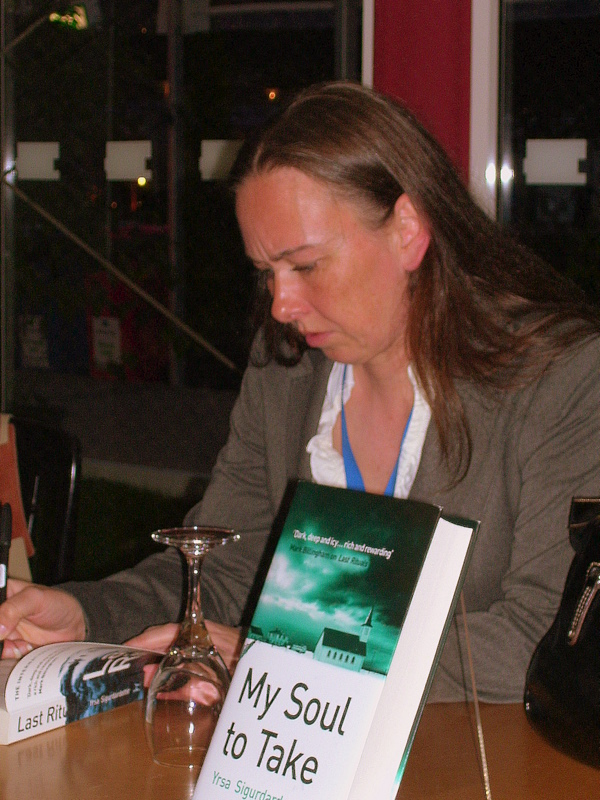
Yrsa Sigurðardóttir, 2011 Preisträgerin des Blóðdropinn

| Jahr | Preisträger          | Originaltitel                              | Deutscher Titel                           |
| ---- | -------------------- | ------------------------------------------ | ----------------------------------------- |
| 2007 | Stefán Máni          | Skipið JPV, Reykjavík 2006                 | Das Schiff Ullstein, Berlin 2009          |
| 2008 | Arnaldur Indriðason  | Harðskafi JPV, Reykjavík 2007              | Kälteschlaf Lübbe, Bergisch Gladbach 2009 |
| 2009 | Ævar Örn Jósepsson   | Land tækifæranna Uppheimar, Akranes 2008   | Verheissung btb, München 2012             |
| 2010 | Helgi Ingólfsson     | Þegar kóngur kom Ormstunga, Reykjavík 2009 |                                           |
| 2011 | Yrsa Sigurðardóttir  | Ég man þig Veröld, Reykjavík 2010          | Geisterfjord Fischer, Frankfurt/M. 2011   |
| 2012 | Sigurjón Pálsson     | Klækir Sigurjón Pálsson, Reykjavík 2011    |                                           |
| 2013 | Stefán Máni          | Húsið JPV, Reykjavík 2012                  |                                           |
| 2014 | Stefán Máni          | Grimmd JPV, Reykjavík 2013                 |                                           |
| 2015 | Yrsa Sigurðardóttir  | DNA Veröld, Reykjavík 2014                 | DNA btb, München 2016                     |
| 2016 | Óskar Guðmundsson    | Hilma Draumsýn, Reykjavík 2015             |                                           |
| 2017 | Arnaldur Indriðason  | Petsamo Vaka-Helgafell, Reykjavík 2016     | Graue Nächte Lübbe, Köln 2018             |
| 2018 | Lilja Sigurðardóttir | Búrið JPV (Forlagið), Reykjavík 2017       | Der Käfig. DuMont, Köln 2021              |
| 2019 | Lilja Sigurðardóttir | Svik JPV (Forlagið), Reykjavík 2018        |                                           |
| 2020 | Sólveig Pálsdóttir   | Fjötrar Bókabúð Forlagsins, Reykjavík 2019 |                                           |
| 2021 | Yrsa Sigurðardóttir  | Bráðin Veröld, Reykjavík 2020              |                                           |
| 2022 | Skúli Sigurðsson     | Stóri bróðir Drápa, Reykjavík 2022         |                                           |
| 2023 | Eva Björg Ægisdóttir | Heim fyrir myrkur Veröld, Reykjavík, 2023  |                                           |
| 2024 | Stefán Máni          | Dauðinn einn var vitni JPV, Reykjavík 2024 |                                           |

## Nachweise, Anmerkungen
1. ↑  vgl. Interview mit Ævar Örn Jósepsson bei schwedenkrimi.de (aufgerufen am 3. April 2008)
2. ↑  vgl. Ruckh, Jürgen: Der isländische Krimiherbst 2007 bei schwedenkrimi.de (aufgerufen am 3. April 2008)
3. ↑  Die Jahresangaben beziehen sich auf das Jahr der Erstveröffentlichung